# 14-й запасной истребительный авиационный полк
14-й запасной истребительный авиационный полк (14-й зиап) — учебно-боевая воинская часть Военно-воздушных сил (ВВС) Вооружённых Сил РККА, занимавшаяся обучением, переподготовкой и переучиванием лётного состава строевых частей ВВС РККА в период боевых действий во время Великой Отечественной войны, осуществлявшая подготовку маршевых полков и отдельных экипажей на самолётах Ла, Як и на истребителях иностранного производства.

## Наименования полка
- 14-й запасной истребительный авиационный полк

| Як-7 | Ла-5 | ЛаГГ-3 |

## Создание полка
14-й запасной истребительный авиационный полк формировался в период с 1 июля по 1 августа 1941 года в ВВС Московского военного округа в городе Рыбинск Ярославской области.

## Основное назначение полка
14-й запасной истребительный авиационный полк осуществлял подготовку маршевых полков и отдельных экипажей на самолётах Ла, Як и на истребителях иностранного производства.

## В действующей армии
В составе действующей армии:
- с 19 октября 1941 года по 26 января 1942 года.

## Расформирование полка

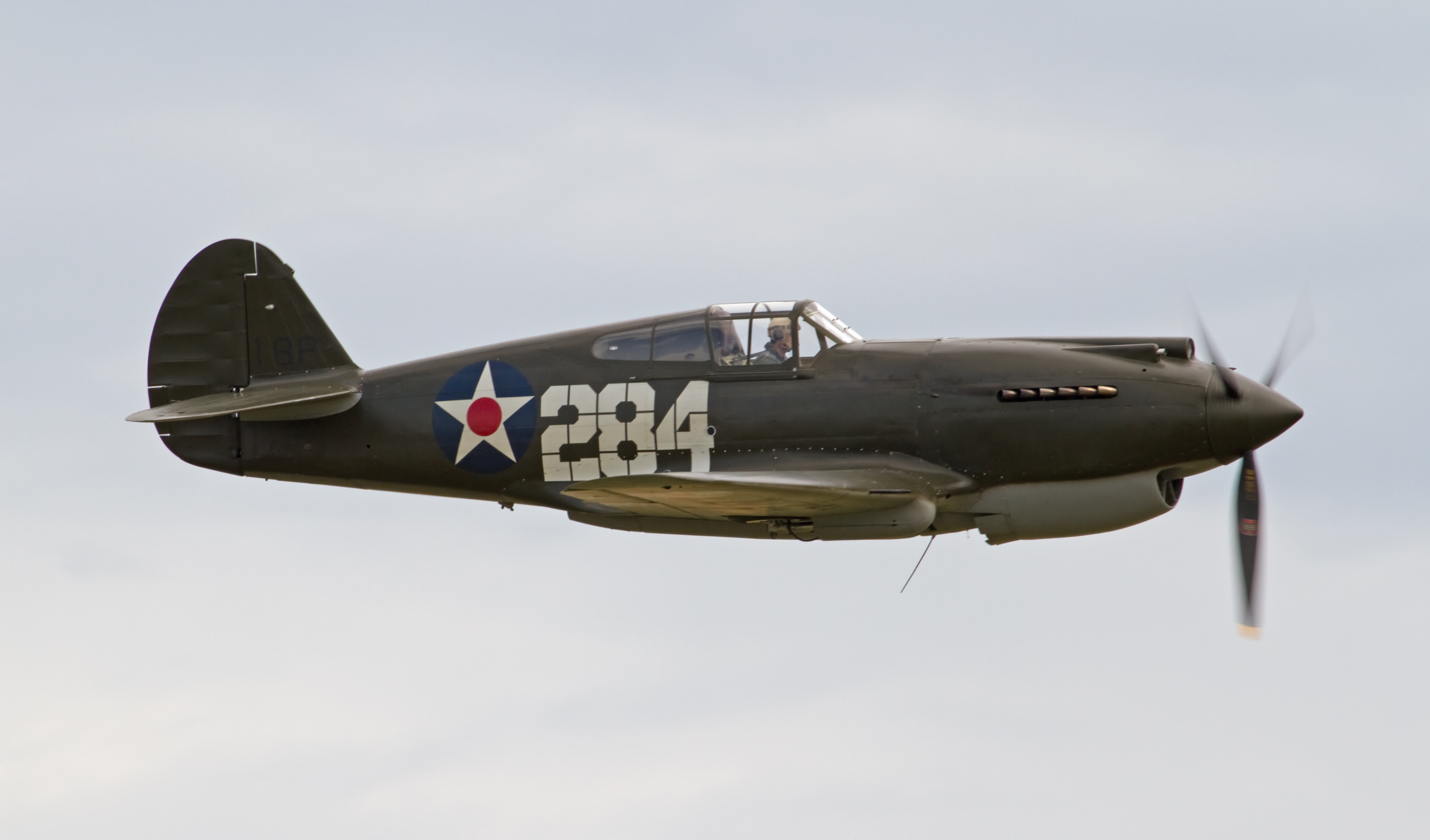
Curtiss P-40 Киттихаук

14-й запасной истребительный авиационный полк 18 апреля 1946 года был расформирован в ВВС Московского военного округа в Туле.

## Командиры полка
- майор Бочаров Николай Васильевич, 1941—1943
- майор Гришин, 1943—1944
- майор Мизин, 1944
- майор Гришин, 1944—1945

## В составе соединений и объединений
| Период        | Округ                    | армия      | дивизия                          | примечание    |
| ------------- | ------------------------ | ---------- | -------------------------------- | ------------- |
| 01.07.1941 г. | Московский военный округ | ВВС округа |                                  |               |
| 15.05.1942 г. | Московский военный округ | ВВС округа | 6-я запасная авиационная бригада |               |
| 18.04.1946 г. | Московский военный округ | ВВС округа | 6-я запасная авиационная бригада | расформирован |

## Подготовка лётчиков
Процесс переучивания лётного состава был типовым: с фронта отводился полк, потерявший большое количество лётного состава, производилось его пополнение до штатных нормативов, лётчики переучивались на новую материальную часть. Полк получал новые самолёты и снова отправлялся на фронт. Таким образом, запасной полк распределял самолёты, поступающие с заводов и с ремонтных баз.
В целях приобретения боевого опыта командно-инструкторский состав запасных авиационных полков направляли в авиационные полки действующей армии.

## Базирование
| Период                  | Аэродром                    |
| ----------------------- | --------------------------- |
| 01.07.1941 — 15.05.1942 | Рыбинск Ярославской области |
| 15.05.1942 — 05.05.1944 | г. Иваново                  |
| 05.05.1944 — 18.04.1946 | г. Тула                     |

## Самолёты на вооружении
| Период      | Самолёты                 |
| ----------- | ------------------------ |
| 1941 — 1943 | Киттихаук (Curtiss P-40) |
| 1941 — 1943 | ЛаГГ-3                   |
| 1942 — 1943 | Ла-5                     |
| 1941 — 1945 | Ла-7                     |
| 1942 — 1945 | Hawker Hurricane         |
| 1942 — 1945 | P-39 Аэрокобра           |

## Подготовленные полки

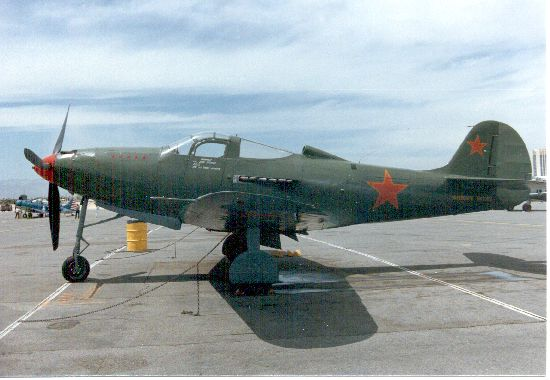
Самолёт P-39 Аэрокобра

- 32-й гвардейский истребительный авиационный полк
- 63-й гвардейский истребительный авиационный полк
- 137-й гвардейский истребительный авиационный полк
- 24-й истребительный авиационный полк
- 46-й истребительный авиационный полк
- 156-й истребительный авиационный полк
- 166-й истребительный авиационный полк
- 187-й истребительный авиационный полк (27.11.1941 — 30.06.1942 г., переучивался на истребители ЛаГГ-3, расформирован)
- 191-й истребительный авиационный полк
- 238-й истребительный авиационный полк
- 240-й истребительный авиационный полк
- 272-й истребительный авиационный полк
- 482-й истребительный авиационный полк
- 521-й истребительный авиационный полк (сформирован 15.09.1941, ЛаГГ-3)
- 522-й истребительный авиационный полк
- 524-й истребительный авиационный полк
- 927-й истребительный авиационный полк (21.12.1942 — 01.06.1943), подготовлен на Ла-5
- 927-й истребительный авиационный полк (10.11.1943 — 29.11.1943), доукомплектован, Ла-5